# جودي فورتين
جودي فورتين (بالإنجليزية: Judy Fortin)‏ هي صحفية أمريكية، ولدت في 1961.